# ميلدريد هوارد
ميلدريد هوارد (بالإنجليزية: Mildred Howard)‏ هي فنانة أمريكية، ولدت في 1945 في سان فرانسيسكو في الولايات المتحدة.